# Fernando Limongi
Fernando de Magalhães Papaterra Limongi é um cientista político brasileiro, professor titular aposentado do departamento de Ciência política da Faculdade de Filosofia, Letras e Ciências Humanas da Universidade de São Paulo (USP). 

## Biografia

### Juventude
Limongi nasceu em uma família de servidores públicos de São Paulo, sendo o quinto de seis irmãos. Seu pai era promotor, e foi alçado à posição de desembargador através do quinto constitucional. Sua mãe era do lar.
Fez seu ginásio no Colégio Santa Cruz e decidiu cursar ciências sociais na USP, por interesse em política — ainda que não fosse um grande frequentador do movimento estudantil. Iniciou a graduação em 1978 e logo começou a dar aulas de sociologia em uma escola primária particular. Foi muito influenciado pelas aulas de teoria política com Juarez Brandão Lopes, Leôncio Martins Rodrigues e Carlos Estevam Martins. Durante a graduação, interessou-se logo pela aplicação prática da ciência política, em contraposição à abordagem excessivamente teórica de viés marxista que predominava na USP.
Até então, ainda não havia decidido seguir uma carreira acadêmica. Mas, no fim dos seus estudos, foi demitido da escola em que dava aulas e, logo ao se formar, tornou-se desempregado. A experiência do desemprego lhe marcou profundamente, sendo influenciado por um colega a concorrer ao mestrado na UNICAMP, onde já vigia o sistema de ingresso na pós-graduação por meio de exames com bolsas da CAPES para os primeiros colocados.

### Carreira acadêmica
Durante o mestrado, foi orientado por Maria Hermínia Tavares de Almeida, que lhe influenciou para a área de políticas públicas. Tanto Limongi como a sua orientadora, rapidamente se filiam a uma tendência na Academia paulista, que se organizava ao redor de Bolívar Lamounier, para difundir em São Paulo uma contraposição à tradição francesa da sociologia dominante na USP. Analogamente ao legado do IUPERJ no Rio de Janeiro, estes acadêmicos pretendiam importar o rigor metodológico no trato de dados quantitativos que foi desenvolvido pela ciência política norte-americana.
Ainda durante o mestrado, em 1986, tornou-se professor da USP a título precário de não mestres — que ainda era permitido na época. Logo em seguida, ocorre o desmembramento do departamento de Ciências Sociais e a fundação do departamento de ciência política, tendo como primeiro diretor o professor Carlos Guilhon que, por seu bom relacionamento com o reitor José Goldemberg, consegue atrair para a USP diversos professores como Guillermo O'Donnell, Simon Schwartzman e Fábio Wanderley Reis.
Procedeu ao doutoramento em ciência política na Universidade de Chicago em 1993 sob a orientação de Adam Przeworski, com qual publicou diversas obras.
De volta ao Brasil e à USP em 1992, assumiu diversas responsabilidades no Centro Brasileiro de Análise e Planejamento (CEBRAP) sendo hoje um dos membros da Câmara de Pesquisadores do centro.
Em 2006 Limongi avaliou para a revista online IDG Now! algumas biografias na enciclopédia Wikipédia sobre candidatos à presidência nas Eleições gerais no Brasil em 2006.

## Prêmios
Fernando Limongi recebeu diversas prêmiações. Foi ainda um dos co-autores da obra Democracy and Development de Adam Przeworski que recebeu em 2001 o Woodrow Wilson Prize, da associação estadunidense The American Political Science Association.
- 2006: Prêmio Olavo Brasil de Lima Jr., ABCP - Associação Brasileira de Ciência Política.
- 1999: Prêmio ANPOCS/CNPq de melhor obra científica em Ciências Sociais pelo livro Executivo e Legislativo na Nova Ordem Constitucional (junto com Argelina Cheibub Figueiredo).
- 1999: Gregory Luebbert Award, American Political Association. Best paper in Comparative Politics para o artigo: Adam Przeworski, Fernando Limongi, "Modernization: Theories and Facts", World Politics 49, No. 2 (janeiro de 1997): 155-183[7]

## Obras (seleção)
- Adam Przeworski (co-autores: Michael E. Alvarez, Jose Antonio Cheibub, Fernando Limongi) (2000). Democracy and Development; Political Institutions and Well-Being in the World, 1950-1990. New York: Cambridge University Press. 336 páginas. ISBN 0-521-79379-3
- Argelina Cheibub Figueiredo, Fernando Limongi (1999). Executivo e Legislativo na Nova Ordem Constitucional. Rio de Janeiro: Editora FGV. 231 páginas. ISBN 8522502919